# Mitgliedschaft Ghanas in internationalen Organisationen
Ghana ist in verschiedenen internationalen Organisationen und Gruppierungen Mitglied. Zu den wichtigsten zählen die Mitgliedschaften in den Vereinten Nationen (seit 1957) und seinen Unter- und Sonderorganisationen, im Internationalen Währungsfonds und in der Weltbank. Auf regionaler Ebene sind die Mitgliedschaften in der Afrikanischen Union, sowie bei der Westafrikanischen Wirtschaftsgemeinschaft (ECOWAS), einer Wirtschaftsgemeinschaft in Westafrika, am bedeutsamsten.
Es folgt eine detaillierte Aufstellung der Mitgliedschaften Ghanas:

## Vereinte Nationen
Ghana ist Mitglied der Vereinten Nationen (UN) und der folgenden Sonderorganisationen:
- Ernährungs- und Landwirtschaftsorganisation (FAO)
- Internationale Arbeitsorganisation (ILO)
- Internationale Entwicklungsorganisation (IDA)
- Internationale Finanz-Corporation (IFC)
- Internationale Zivilluftfahrt-Organisation (ICAO)
- Internationale Seeschifffahrts-Organisation (IMO)
- Internationaler Fonds für landwirtschaftliche Entwicklung (IFAD)
- Internationale Fernmeldeunion (ITU)
- Organisation der Vereinten Nationen für Erziehung, Wissenschaft und Kultur (UNESCO)
- Organisation der Vereinten Nationen für industrielle Entwicklung (UNIDO)
- Weltgesundheitsorganisation (WHO)
- Weltpostverein (UPU)
- Weltorganisation für Meteorologie (WMO)
- Welttourismusorganisation (UNWTO)
- Weltorganisation für geistiges Eigentum (WIPO)

### Friedenseinsätze
Ghana hat bei folgenden UNO-Friedenseinsätzen mitgewirkt oder ist dort noch im Einsatz:
- Mission der Vereinten Nationen in Äthiopien und Eritrea (UNMEE)
- Mission der Vereinten Nationen in Liberia (UNMIL)
- Mission der Vereinten Nationen in Sierra Leone (UNAMSIL)
- Mission der Vereinten Nationen für das Referendum in Westsahara (MINURSO)
- Mission der Vereinten Nationen in der Demokratischen Republik Kongo (MONUC)
- Mission der Vereinten Nationen in Burundi (ONUB)
- Operation der Vereinten Nationen an der Elfenbeinküste (ONUCI)
- Interimstruppe der Vereinten Nationen in Libanon (UNIFIL)
- Übergangsverwaltungsmission der Vereinten Nationen im Kosovo (UNMIK)

## Kreditwesen
- Internationaler Währungsfonds (IWF)
- Weltbankgruppe
  - Internationale Bank für Wiederaufbau und Entwicklung (IBRD) Teil der Weltbankgruppe
  - Multilaterale Investitions-Garantie-Agentur (MIGA) Teil der Weltbankgruppe
- Afrikanische Entwicklungsbank (AfDB)

## Handel

### Internationaler Handel
- Welthandelsorganisation (WTO)
- Weltzollorganisation (WCO)
- Internationale Organisation für Normung (ISO)
- Internationale Kakao-Organisation (ICCO)

### Regionaler Handel
- Westafrikanische Wirtschaftsgemeinschaft (ECOWAS)

## Regionale Organisationen
- Afrikanische Union (AU)
- Gruppe der afrikanischen, karibischen und pazifischen Staaten (ACP)

## Sonstige internationale Organisationen
- Internationale Atomenergie-Organisation (IAEA)
- Internationaler Strafgerichtshof (IStGH)
- Organisation für das Verbot chemischer Waffen (OPCW)
- Internationale Organisation für Migration (IOM) als Beobachter
- Interpol

## Internationale Gruppierungen
- Commonwealth of Nations (C)
- Blockfreie Staaten (NAM)
- Gruppe der 24 (G-24)
- Gruppe der 77 (G-77)